# Nigeria en los Juegos Olímpicos de Tokio 1964
Nigeria estuvo representada en los Juegos Olímpicos de Tokio 1964 por un total de 18 deportistas que compitieron en 2 deportes.  

## Medallistas
El equipo olímpico nigeriano obtuvo las siguientes medallas:
| Nombre         | Deporte | Competición         |
| -------------- | ------- | ------------------- |
| Oro            |         |                     |
| —              |         |                     |
| Plata          |         |                     |
| —              |         |                     |
| Bronce         |         |                     |
| Nojim Maiyegun | Boxeo   | Semimedio (71 kg) M |